# Каган, Юрий Максимович
Ю́рий Макси́мович Кага́н (1917, Петроград — 2000, Иерусалим, Израиль) — советский и израильский физик, оптик, педагог, специалист по газовому разряду, плазме, спектроскопии, зондовым методам.

## Биография
Юра Каган родился в 1917 году в революционном Петрограде. Он получил образование на физфаке ЛГУ и в аспирантуре того же факультета. В 24 года, «перед самой войной»  или же в первые дни войны , он защитил кандидатскую диссертацию.
После возвращения в 1944 году физфака ЛГУ из эвакуации, 27-летний Ю. М. Каган работал на родной кафедре оптики в должности доцента. Бывшие студенты вспоминают: «Непосредственным руководителем работ в лаборатории был Ю. М. Каган, к которому обращались все ежедневно и даже ежечасно за любой мелочью. Человек он был чрезвычайно увлеченный, импульсивный, добрый и довольно ехидный, но помогал он всем безотказно, и молодежь группировалась вокруг него» .
В конце 1940-х годов родители Ю. М. Кагана были репрессированы, а самого Ю. М. Кагана по требованию прокуратуры изгнали из ЛГУ. Он вынужден был переехать в Петрозаводск, где преподавал по одним сведениям  в местном Педагогическом институте, а по другим   в Карело-Финском государственном университете. Одновременно он продолжал заниматься научной работой. В начале 1950-х годов Ю. М. Каган привлёк к совместным теоретическим исследованиям оказавшегося в Петрозаводске по аналогичным причинам учителя физики одной из местных школ В. И. Переля, впоследствии известного физика-теоретика, академика и руководителя теоретического отдела Физтеха имени Иоффе. Как только это стало возможным после смерти Сталина в 1953 году, Ю. М. Каган способствовал его переходу на работу в университет и был его научным руководителем (кандидатская диссертация).
В 1958 году Ю. М. Каган вернулся на физфак ЛГУ в качестве первого руководителя только что созданной лаборатории физики плазмы. Он руководил этой лабораторией до 1977 года. Одновременно он читал курсы лекций на физфаке. Примерно в 1961 году Ю. М. Кагану было присвоено научное звание профессора. Много лет спустя бывший студент вспоминал, что Юрий Максимович Каган «совершенно потрясающе читал лекции. Всю жизнь занимался процессами в плазме газового разряда, уравнением Больцмана и функцией распределения электронов по скоростям. Ну, казалось бы, что может быть здесь особенно интересным? Но в его изложении все это каким-то чудесным образом превращалось в занимательную историю, в увлекательный детектив».
Опасаясь новых гонений по антисемитской линии, Ю. М. Каган в 1977 году «ради будущего своей дочери» эмигрировал с семьёй в Израиль. Чтобы не подвести кафедру, коллег и учеников, он заблаговременно передал своих аспирантов другим руководителям, а сам за несколько месяцев до эмиграции вышел на пенсию.
В Израиле Ю. М. Каган жил в Иерусалиме. В течение 10 лет он работал в качестве профессора-исследователя Еврейского университета в Иерусалиме. Эта престижная должность была создана специально для заслуженных учёных, эмигрировавших в Израиль. В конце 1987 или начале 1988 года он ушёл на пенсию по состоянию здоровья, оставаясь, как принято в западных университетах, почётным (emeritus) профессором, что на русский язык часто переводится как профессор-консультант.
Скончался Ю. М. Каган в 2000 году.

## Семья
Отец Юрия Максимовича, Максим (Макс) Каган, заведовал фотокинолабораторией Ленинградского Университета. Во время гонений на евреев в послевоенные годы родителей Ю. М. Кагана посадили в лагеря . Мать пережила заключение: позднее она жила с сыном в Петрозаводске и вместе с ним вернулась в Ленинград; отец же умер.
Жена, Галина Шахназарова (Мелик-Шахназарова) — коллега по изучению физики газового разряда. Дочка Корина Каган, специалист по истории внешней политики, преподаёт в Институте Международных Отношений Еврейского Университета в Иерусалиме.

## Научная деятельность

### Ленинград. 1935—1948
Юра Каган начал заниматься наукой под руководством Сергея Эдуардовича Фриша ещё студентом физфака ЛГУ. Закончив его в 1938 году, он продолжал изучать газовый разряд в аспирантуре. 24 июня 1941 года Ю. М. Каган защитил кандидатскую диссертацию на тему «Спектроскопическое изучение ионов в положительном столбе тлеющего разряда».
После того, как в 1944 году физфак ЛГУ вернулся из эвакуации, Ю. М. Каган продолжил совместные С. Э. Фришем исследования спектров ионов в плазме. В частности, в это время ими была выполнена имеющая очевидную прикладную направленность работа по спектроскопическому исследованию крекинга метана.
После окончания войны С. Э. Фриш предложил Ю. М. Кагану заняться темой «Спектроскопический метод измерения направленных скоростей ионов в плазме по доплеровскому сдвигу спектральных линий». Предполагалось, что эта работа станет докторской. Для исследования тонкой структуры спектров и регистрации малых доплеровских смещений спектральных линий с необходимой точностью была создана специальная установка, в которой спектрограф был сопряжен с интерферометром Фабри-Перо. Было установлено, что скорость ионов в продольном направлении имеет тот же порядок, что тепловая скорость, тогда как в радиальном направлении скорости существенно выше. В 1947—1948 годах Фришем и Каганом был опубликован цикл статей по этой тематике (см. список публикаций), в том числе обзорная работа. Полученные экспериментальные результаты вошли в учебники. Их интерпретация потребовала теоретических исследований: В. А. Фок, а спустя несколько лет Ю. М. Каган и В. И. Перель (см. ниже).

### Петрозаводск. 1949—1958
В эти годы Ю. М. Каган «волею судеб» жил в Петрозаводске. Работая, по одним сведениям, в местном Педагогическом институте, а по другим в Карело-Финском государственном университете, Ю. М. Каган продолжал вести экспериментальные исследования вместе со своими коллегами из ЛГУ. Так, совместно с В. М. Захаровой было выполнено исследование интенсивности компонент сверхтонкой структуры спектральных линий с длиной волны 404.6 нм и 407.7 нм в положительном столбе разряда ртути, которое показало, что чётные и нечётные изотопы имеют одинаковые функции возбуждения. Совместно с Н. П. Пенкиным, Ю. М. Каган исследовал концентрацию нормальных и возбуждённых атомов в разряде в парах ртути и кадмия. Совместно с Г. М. Малышевым, В. Л. Фёдоровым и Л. А. Гаваласом, Ю. М. Каган разработал метод экспериментального исследования распределения электронов по скоростям.
В тот же период Ю. М. Каган, физик-экспериментатор по образованию и опыту работы, стал заниматься теоретическими исследованиями, необходимыми для осмысления явлений, наблюдаемых в эксперименте. К этой работе он привлёк В. И. Переля, впоследствии руководителя теоретического отдела Физтеха имени Иоффе и академика РАН, а в то время недавнего выпускника физфака ЛГУ, вынужденного работать учителем физики одной из школ Петрозаводска. Они разработали теорию распределения электромагнитных полей в плазме, описывающую, в частности, возмущения, вносимых зондами Ленгмюра различной формы — иными словами, теорию зондовых измерений плазмы. Полученные результаты были опубликованы в ведущих физических журналах в 1953—1957 гг. (ДАН, ЖЭТФ, Оптика и спектроскопия). С середины 1950-х годов Ю. М. Каган вел экспериментальные исследования уже и в Петрозаводске совместно с «хорошим экспериментатором» С. Д. Вагнером, недавним выпускником физфака ЛГУ, впоследствии профессором  и с другими соавторами.
В 1957 году Ю. М. Каган защитил докторскую диссертацию на тему «О движении ионов в плазме» .

### Ленинград. 1958—1977
Осенью 1958 года, на следующий год после защиты докторской диссертации, Ю. М. Кагана пригласили создать и возглавить лабораторию физики низкотемпературной плазмы, только что организованную по инициативе С. Э. Фриша при родной кафедре оптики физфака ЛГУ .
С этого начался третий период его научной работы, длившийся более 18 лет. Совместно с сотрудниками лаборатории, аспирантами и студентами, Ю. М. Каган вел исследования по следующим взаимосвязанным направлениям:
- Дальнейшая разработка теории зондовых методов исследования плазмы совместно с В. И. Перелем. Основные результаты по состоянию на 1963 год были опубликованы в широко известной обзорной статье[28]
- Прямое измерение функции распределения электронов по энергии методом двойного дифференцирования зондового тока по потенциалу — в начале 1960-х годов совместно с радиоинженером И. А. Воробьёвой и аспирантом В. М. Милениным, впоследствии д.т. н. и профессором ЛГУ, а в середине 1960-х годов совместно с аспирантом В. С. Бородиным, впоследствии д.ф.-м.н.
- Исследование газового разряда в парах металлов, инертных (одноатомных) газах и в их смесях. Во второй половине периода[29], совместно с аспирантом Лавровым, впоследствии д.ф.-м.н и профессором ЛГУ, исследования были распространены и на водород — простейший из двухатомных газов.
- Систематическое изучение спектроскопическими и зондовыми методами газового разряда в инертных газах в ранее малоисследованных условиях средних (десятки и сотни торр) давлений: не очень разряженных, но заметно ниже одной атмосферы. В конце 1950-х и самом начале 1960-х годов эти исследования велись совместно с к.ф.-м.н. В. М. Захаровой и аспирантом К. С. Мустафиным , впоследствии д.т. н., и лауреатом Государственной Премии Республики Татарстан ; в первой половине 1960-х годов совместно с аспирантом А. Д. Хахаевым, впоследствии д.ф.-м.н. и зав. кафедрой Петрозаводского Университета, а также его женой Л. А. Луизовой, впоследствии профессором того же университета; и в середине 1960-х годов — начале 1970-х годов совместно с аспирантом Ю. Б. Голубовским, впоследствии д.ф.-м.н. и профессором ЛГУ.
- Исследования послесвечения плазмы после отключения тока.
- Кинетика электронов и спектроскопия газового разряда в положительном столбе, прианодной и прикатодной областях и в полом катоде.
- Кинетическая теория неравновесной плазмы, и в частности разработка самосогласованной модели положительного столба газового разряда, совместно с научным сотрудником лаборатории к.ф.-м.н. Р. И. Лягущенко.
- Исследование функции распределения электронов в стратах, совместно с аспирантом Н. Б. Колоколовым, впоследствии д.ф.-м.н. и профессором ЛГУ.
- Исследования процессов диссоциативной рекомбинации в инертных газах и смесях инертных газов, совместно с аспирантом В. А. Ивановым, впоследствии д.ф.-м.н. и профессором ЛГУ.

### Иерусалим. 1978—1987
В эти годы Ю. М. Каган работал в качестве профессора-исследователя в Центре Физики Плазмы Института физики Ракаха Еврейского университета в Иерусалиме. Тематика его исследований кардинально не изменилась. Так, в совместной работе с A. Ludmirsky и Ch. Cohen было предложено использовать для изучения пульсаций плазмы уже знакомую читателю комбинацию спектрометра и интерферометра Фабри-Перо, дополненную быстро вращающемся зеркалом, которое позволяет «вырезать кадры» того, что происходит в очень короткие промежутки времени. Совместно с L. Friedland  теоретически исследовалась кинетика электронов и ионов в плазме, в том числе в присутствии зондов. Совместно с C.Cohen и P. Avivi изучалось излучение и отрицательное излучение газового разряда в гелии.
Последняя статья Ю. М. Кагана с соавторами была представлена к печати 4 января 1988 года.

## Публикации
- Фриш С.Э., Каган Ю.М. ??? // ЖЭТФ. — 1941. — Т. 11. — С. 11.
- Фриш С.Э., Каган Ю.М. Свечение ионов в положительном столбе тлеющего разряда // ЖЭТФ. — 1941. — Т. 11. — С. 286.
- Фриш С.Э., Каган Ю.М. Спектроскопическое изучение ионов в положительном столбе тлеющего разряда // ЖЭТФ. — 1942. — Т. 12. — С. 342.
- Фриш С.Э., Каган Ю.М. Спектроскопическое исследование электрокрекинга метана // Известия Академии наук СССР. Серия физическая. — 1945. — Т. 9, вып. 3. — С. 238.
- Фриш С.Э., Каган Ю.М. Спектроскопическое изучение движения ионов в плазме. I // ЖЭТФ. — 1947. — Т. 17. — С. 577 (529?).
- Фриш С.Э., Каган Ю.М. Спектроскопическое изучение движения ионов в плазме. II // ЖЭТФ. — 1948. — Т. 18. — С. 519.
- Фриш С.Э., Каган Ю.М. Смещение и контур линий ионов в положительном столбе газового разряда // Известия Академии наук СССР. Серия физическая. — 1948. — Т. 12. — С. 358.
- Фриш С.Э., Каган Ю.М. Спектроскопия газового разряда // Вестник ЛГУ. — 1948. — Т. 1. — С. 12—40.
- Каган Ю.М., Захарова В.М. ??? // ЖЭТФ. — 1948. — Т. 18, вып. 1. — С. 52—57.
- Каган Ю.М., Пенкин Н.П. О концентрации возбужденных атомов в ртутном разряде // Известия Академии наук СССР. Серия физическая. — 1950. — Т. 14. — С. 721—726.
- Каган Ю.М., Пенкин Н.П. ??? // ЖЭТФ. — 1951. — Т. 21. — С. 1182.
- Федоров В.Л., Малышев Г.М., Гавалас Л.А., Каган Ю.М. О методике исследования функции распределения электронов по скоростям в газовом разряде // ДАН. — 1951. — Т. 76, вып. 2 (3?). — С. 215—217.
- Захарова В.М., Каган Ю.М. ??? // ЖЭТФ. — 1952. — Т. 22. — С. 400.
- Каган Ю.М., Малышев Г.Μ., Φедоρов В.Л. Гавалас Л.А.(?). ??? // ЖТФ. — 1953. — Т. 23, вып. 5. — С. 894.
- Каган Ю.М., Малышев Г.Μ., Φедоρов В.Л., Гавалас Л.А.(?). ??? // ЖТФ. — 1953. — Т. 23, вып. 6. — С. 950.
- Каган, Ю.М., Перель В.И. ??? // ДАН. — 1953. — Т. 91. — С. 1321.
- Каган, Ю.М., Перель В.И. ??? // ДАН. — 1954. — Т. 95, вып. 4. — С. 765.
- Каган, Ю.М., Перель В.И. ??? // ДАН. — 1954. — Т. 95, вып. 6. — С. 1181.
- Каган Ю.М.,  Перель В.И. ??? // ДАН. — 1954. — Т. 98. — С. 575—578.
- Каган Ю.М., Перель В.И. К теории зонда в плазме. I // ЖТФ. — 1954. — Т. 24. — С. 889—894.
- Захарова В.М., Каган Ю.М. О распределении интенсивностей линий в побочных сериях в положительном столбе натриевого разряда // Вестник ЛГУ. — 1955. — Вып. 1, № 2. — С. 125—134.
- Каган Ю.М., Перель В.И. ??? // Труды Карело-Финского Государственного Университета. — 1955. — Т. 4. — С. 69.
- Каган Ю.М., Перель В.И., Рипатти П.О. Об определении параметров плазмы с помощью цилиндрического зонда // Вестник ЛГУ. — 1955. — Вып. 3, № 8. — С. 129—135.
- Каган Ю.М., Перель В.И. ??? // ЖЭТФ. — 1955. — Т. 29. — С. 261.
- Каган Ю.М.,  Перель В.И. ??? (англ. перевод: Concerning the cross section of overcharging of slow ions in their own gas) // ЖЭТФ. — 1955. — Т. 29, вып. 7. — С. 884—886.
- Каган Ю.М., Перель В.И. О подвижности и пространственном заряде ионов в неоднородном поле // ДАН. — 1956. — Т. 108, вып. 2. — С. 222—256.
- Вагнер С.Д., Каган Ю.М., Перель В.И. Об определении параметров плазмы с помощью метода двух зондов // Вестник ЛГУ. — 1956. — Вып. 4, № 22. — С. 75—78.
- 3axapова B.M., Каган Ю.М. ??? // Оптика и спектроскопия. — 1956. — Т. 1. — С. 627.
- Каган Ю.М., Перель В.И. ??? // Оптика и спектроскопия. — 1957. — Т. 2. — С. 298.
- Каган, Ю.М. ??? // Вестник ЛГУ. — 1957. — Вып. 1, № 4. — С. 63.
- Каган Ю.М., Кальвинова Т.Я., Ρауданен И.С. ??? // Вестник ЛГУ. — 1957. — № 16. — С. 41.
- Вагнер С.Д., Каган Ю.М., Романова Ε.Β. ??? // Вестник ЛГУ. — 1958. — № 10. — С. 15.
- Каган Ю.М.,  Перель В.И. ??? // Оптика и спектроскопия. — 1958. — Т. 4. — С. 3.
- Каган Ю.М.,  Перель В.И. ??? // Оптика и спектроскопия. — 1958. — Т. 4. — С. 285.
- Каган Ю.М. ??? // Известия Академии наук СССР. Серия физическая. — 1958. — Т. 22. — С. 702.
- Захарова В.М., Каган Ю.М., Перель В.И. Положительный столб разряда в диффузионном режиме // Известия Академии наук СССР. Серия физическая. — 1959. — Т. 23. — С. 999—1003.
- Захарова B.M., Каган Ю.М., Мустафин К.С. ??? // ЖТФ. — 1960. — Т. 30. — С. 44.
- Захарова B.M., Каган Ю.М., Мустафин К.С., Перель В.И. О зондовых измерениях при средних давлениях // ЖТФ. — 1960. — Т. 30, вып. 4. — С. 442—449.
- Каган Ю.М., Мустафин К.С. О функции распределения электронов по скоростям в положительном столбе разряда среднего давления // ЖТФ. — 1960. — Т. 30, вып. 8. — С. 938—947.
- Захарова B.M., Каган Ю.М. ??? // Оптика и спектроскопия. — 1961. — Т. 10, вып. 4. — С. 547—549.
- Каган Ю.М., Корецкий Я.П. ??? (англ. перевод: Direct method of measuring the mean lifetimes of excited levels of ions ) // Оптика и спектроскопия. — 1961. — Т. 11, вып. 3. — С. 308—311.
- Захарова В.М., Каган Ю.М., Перель В.И. Спектроскопическое (Спектральное?) наблюдение вращения положительного столба разряда в магнитном поле (в катоде?) // Оптика и спектроскопия. — 1961. — Т. 11, вып. 6. — С. 777—779.
- Каган Ю.М., Лягущенко Р.И. О функции распределения электронов по энергиям в положительном столбе разряда в неоне // ЖТФ. — 1961. — Т. 31. — С. 445—449.
- Каган Ю.М., Перель В.И., Чайка М.П. ??? (англ. перевод: The theory of optical signal amplification by a medium with negative absorption) // Оптика и спектроскопия. — 1962. — Т. 12, вып. 3. — С. 234.
- Каган Ю.М., Лягущенко Р.И. ??? // ЖТФ. — 1962. — Т. 32. — С. 192.
- Каган Ю.М., Лягущенко Р.И. ??? // ЖТФ. — 1962. — Т. 32. — С. 735.
- Воробьева И.А., Каган Ю.М., Μеленин В.М. О функции распределения электронов по скоростям в положительном столбе ртутного разряда. I // ЖТФ. — 1963. — Т. 33. — С. 571—573.
- Каган Ю.М., Лягущенко Р.И., Хахаев А.Д. О возбуждении инертных газов в положительном столбе разряда при средних давлениях. I. Неон // Оптика и спектроскопия. — 1963. — Т. 14, вып. 5. — С. 598—606.
- Каган Ю.М., Лягущенко Р.И., Хахаев А.Д. О возбуждении инертных газов в положительном столбе разряда при средних давлениях. II. Аргон // Оптика и спектроскопия. — 1963. — Т. 15, вып. 1. — С. 13—20.
- Каган Ю. М. , Лягущенко Р. И. , Луизова Л. А. , Хахаев А. Д. . О возбуждении инертных газов в положительном столбе разряда при средних давлениях. III. Верхние уровни неона и аргона // Оптика и спектроскопия. — 1963. — Т. 15, вып. 4. — С. 446–452.
- Перель В.И., Каган Ю.М. Зондовые методы исследования плазмы // УФН. — 1963. — Т. 81, вып. 3. — С. 409—452.
- Каган Ю. М. , Лягущенко Р. И., Хахаев А.Д.(?) . О возбуждении инертных газов в положительном столбе разряда при средних давлениях. IV. // Оптика и спектроскопия. — 1964. — Т. 17. — С. 168—172? (173? 175?).
- Воробьева H.A., Каган Ю.М., Лягущенко Р. И., Миленин В.М. О функции распределения электронов по скоростям в положительном столбе ртутного разряда. II // ЖТФ. — 1964. — Т. 34, вып. 1. — С. 146—148.
- Каган Ю. М. , Лягущенко Р. И. . О функции распределения электронов по энергиям в положительном столбе разряда // ЖТФ. — 1964. — Т. 34, вып. 5. — С. 821—827.
- Воробьева H.A., Каган Ю.М., Миленин В.М. О функции распределения электронов по скоростям в положительном столбе в смеси газов // ЖТФ. — 1964?(1967?). — Т. 34?(37?), вып. 5?(1?). — С. 828—832?( 127-130?).
- Каган Ю. М. , Лягущенко Р. И. . О радиальных свойствах и концентрации в положительном столбе разряда в инертных газах при средних давлениях // ЖТФ. — 1964. — Т. 34. — С. 1873?(1871?)-1878.
- Воробьева H.A., Каган Ю.М., Миленин В.М. Функция распределения электронов в положительном столбе разряда в неоне и гелии II(?) // ЖТФ. — 1964. — Т. 34, вып. 11. — С. 2079—2081.
- Каган Ю.М., Миленин В.М. Определение зависимости функции распределения электронов по скоростям в положительном столбе // ЖТФ. — 1965. — Т. 35. — С. 1907—1909.
- Захарова В.М., Каган Ю.М. , Перель В.И.(?). О вращении положительного столба разряда в магнитном поле // Оптика и спектроскопия. — 1965. — Т. 19 (18?), вып. 6(?). — С. 140—141.
- Бородин В.С., Каган Ю.М. Исследование разряда в полом катоде // Оптика и спектроскопия. — 1965. — Т. 18, вып. 6. — С. 966—967.
- Каган Ю.М., Перель В.И. К теории сферического зонда при промежуточных и высоких давлениях // ЖТФ. — 1965. — Т. 35, вып. 11. — С. 2069—2075.
- Каган Ю.М. К зондовым измерениям при промежуточных и высоких давлениях // Electricity from MHD. — Vienna: International Atomic Energy Agency, 1966. — Т. 1. — С. 117—126.
- Голубовский Ю.Б., Каган Ю.М., Лягущенко Р.И. ??? // Оптика и спектроскопия. — 1966. — Т. 20, вып. 4. — С. 5616(?).
- Бородин В.С., Каган Ю.М. Исследование разряда в полом катоде. I. Сравнение электрических характеристик полого катода и положительного столба // ЖТФ. — 1966. — Т. 36, вып. 1. — С. 181—185.
- Бородин В.С., Каган Ю.М, Лягущенко Р.И. Исследование разряда в полом катоде. II // ЖТФ. — 1966. — Т. 36, вып. 7. — С. 1198—1201.
- Каган Ю.М., Касмалиев Б.А., Лягущенко Р.И. К вопросу о применении метода реабсорбции для линии со сложной структурой // Оптика и спектроскопия. — 1967. — Т. 22, вып. 6. — С. 892.
- Бородин B.C., Каган Ю.М. Возбуждение гелия в разряде с полым катодом // Оптика и спектроскопия. — 1967. — Т. 23, вып. 2. — С. 200—206.
- Каган Ю.М. и др. ??? // ЖТФ. — 1967. — Т. 37. — С. 127.
- Бородин В.С., Герасимов Г.Н., Каган Ю.М. Исследование аксиальных и радиальных неоднородностей в разряде в полом катоде в гелии // ЖТФ. — 1967. — Т. 37, вып. 2. — С. 392—395.
- Гофмейстер В.И., Каган Ю.М. Об электрических характеристиках разряда в полом катоде в неоне // Rev. Roum. Phys. — 1968. — Т. 13, вып. 1. — С. 19—24.
- Каган Ю.М., Касмалиев Б.А. Оптические и электрические характеристики положительного столба разряда в смеси ртути с инертными газами // Оптика и спектроскопия. — 1968. — Т. 24?(25?), вып. 5. — С. 663—670.
- Бенке Ю., Каган Ю.М., Миленин В.М. ??? // ЖТФ. — 1968. — Т. 38, вып. 5. — С. 1197—1200.
- Вагнер С.Д., Вироланен Я.Ф., Каган Ю.М. Функции распределения электронов по энергиям в ВЧ разряде в Ne // ЖТФ. — 1968. — Т. 38. — С. 930—931.
- Каган Ю.М.,  Перель В.И. О диагностике плазмы в магнитном поле с помощью тонкого цилиндрического зонда // ЖТФ. — 1968. — Т. 38, вып. 10. — С. 1663—1666.
- Бородин В.С., Гофмейстер В.П., Каган Ю.М, Коволлик Г. О характере эмиссии электронов с катода в разряде в полом катоде // ЖТФ. — 1968. — Т. 38, вып. 10. — С. 1814—1817.
- Каган Ю.М., Колоколов Н.Б., Миленин В.М. Об измерении распределения электронов по энергиям в движущихся стратах // ЖТФ. — 1968. — Т. 38, вып. 10. — С. 1821—1825?(1823?).
- Golubovsky Ju.B., Kagan Ju.M., Liagustschenko R.I., Michel P. Untersuchung der positiven saule der neonentladung bei mittleren gasdrucken. Teil 1 // Beitr. Plasmaphys.. — 1968. — Т. 8, вып. 4. — С. 423—432.
- Golubovsky Ju.B., Kagan Ju.M., Liagustschenko R.I., Michel P. Untersuchung der positiven saule der neonentladung bei mittleren gasdrucken. Teil 2 // Beitr. Plasmaphys.. — 1968. — Т. 8, вып. 5?(6?). — С. 443—451?(445-455?).
- Гофмейстер В.И., Каган Ю.М. Механизм возбуждения в полом катоде в аргоне // Оптика и спектроскопия. — 1969. — Т. 26, вып. 5. — С. 689—695.
- Каган Ю.М., Христов Н.Н. ??? // Оптика и спектроскопия. — 1969. — Т. 26. — С. 886.
- Десаи Ш.К., Каган Ю.М. Об электрических и оптических свойствах разряда в полом катоде в смеси ртути с гелием // Оптика и спектроскопия. — 1969. — Т. 27, вып. 1. — С. 34—41.
- Каган Ю.М., Христов Н.Н. Об использовании атомных температур при диагностике плазмы при средних давлениях // Оптика и спектроскопия. — 1969. — Т. 27, вып. 4. — С. 573—577.
- Каган Ю.М., Христов Н.Н. Об использовании сплошного спектра гелия для диагностики плазмы среднего давления // Оптика и спектроскопия. — 1969. — Т. 27, вып. 4. — С. 710—711.
- Голубовский Ю.Б., Каган Ю.М., Лягущенко Р.И. О распределении по энергии и подвижности электронов в газах и полупроводниках (I?) // ЖЭТФ. — 1969. — Т. 57, вып. 6. — С. 2222—2229.
- Голубовский Ю.Б., Каган Ю.М., Лягущенко Р.И. О распределении по энергии и подвижности электронов в газах и полупроводниках (II?) // ЖЭТФ. — 1969. — Т. 57, вып. 6. — С. 2229—2240.
- Golubovsky Ju.B., Kagan Ju.M., Nesterova L.L.(?), Liagustschenko R.I.(?), Michel P. Untersuchung der positiven saule der neonentladung bei mittleren gasdrucken. Teil 3 // Beitr. Plasmaphys.. — 1969. — Т. 9, вып. 3. — С. 217—225.
- Вагнер С.Д., Каган Ю.М., Слышов А.Г. Рекомбинационные процессы в распадающейся гелиевой плазме // 4-я Всесоюзная конференция по физике электронных и атомных столкновений. 15-20 сентября 1969. — Рига, 1969. — С. 69.
- Десаи Ш.К, Каган Ю.М. Excitation of a He-Ne mixture in a hollow cathode. Part II. (англ. перевод) // Оптика и спектроскопия. — 1970. — Т. 28, вып. 4. — С. 650—653.
- Каган Ю.М. Распределение электронов по скоростям в положительном столбе разряда // Спектроскопия газоразрядной плазмы : Сб. — Ленинград: Наука, 1970. — С. 201—223.
- Захарова В.М., Каган Ю.М. О движении ионов и атомов в плазме // Спектроскопия газоразрядной плазмы : Сб. — Ленинград: Наука, 1970. — С. 291—318.
- Каган Ю.М., Колоколов Н.Б., Миленин В.М. ??? // ЖТФ. — 1970. — Т. 40. — С. 1319.
- Вагнер С.Д., Каган Ю.М., Крылов H.A. О радиальной диффузии заряженных частиц в положительном столбе разряда в продольном магнитном поле // ЖТФ. — 1970. — Т. 40, вып. 7. — С. 1501—1506.
- Golubovsky Ju.B., Kagan Ju.M., Liagustschenko R.I., Michel P. Untersuchung der positiven saule der neonentladung bei mittleren gasdrucken. Teil 4 // Beitr. Plasmaphys.. — 1970. — Т. 10, вып. 3. — С. 265—272?(265-270?).
- Голубовский Ю.Б., Каган Ю.М., Лягущенко Р.И. О заселенности резонансных уровней в разряде цилиндрической конфигурации // Оптика и спектроскопия. — 1971. — Т. 31, вып. 1. — С. 22—29.
- Вагнер С.Д., Каган Ю.М., Слышов А.Г. Электрические и оптические измерения в импульсном разряде в гелии. I // Оптика и спектроскопия. — 1971. — Т. 31, вып. 6. — С. 876—880.
- Каган Ю.М., Колоколов Η.Б., Крылова Т.Α., Μиленин В.М. Исследование бегущих страт в неоне // ЖТФ. — 1971. — Т. 41, вып. 1. — С. 120—125.
- Каган Ю.М., Митрофанов Н.К. Энергетический спектр электронов в слоистом столбе тлеющего разряда в водороде // ЖТФ. — 1971. — Т. 41, вып. 10. — С. 2065—2071.
- Golubovsky Ju.B., Kagan Ju.M., Michel P. Untersuchung der positiven Saule einer Neonentladung bei mittleren Gasdrucken // Beitr. Plasmaphys.. — 1971. — Т. 11, вып. 2. — С. 121—132.
- Вагнер С.Д., Каган Ю.М., Слышов А.Г. Электрические и оптические измерения в импульсном разряде в гелии ( На английском языке) // Труды 10-й Международной конференции по явлениям в ионизованных газах. Сентябрь,18 – 23, 1971. — Оксфорд. Англия., 1971. — С. 32.
- Вагнер С.Д., Каган Ю.М., Слышов А.Г. Электрические и оптические измерения в импульсном разряде в гелии. II // Оптика и спектроскопия. — 1972. — Т. 32, вып. 4. — С. 650—652.
- Каган Ю.М., Соболева Г.А. Исследование положительного столба разряда в парах ртути при средних давлениях // Оптика и спектроскопия. — 1972. — Т. 33, вып. 1. — С. 6.
- Каган Ю.М, Лягущенко Р.И., Хворостовский С.Н. Механизм формирования функции распределения электронов и абсолютные интенсивности излучения в полом катоде // Оптика и спектроскопия. — 1972. — Т. 33, вып. 3. — С. 430—435.
- Голубовский Ю.Б., Иванов В.А., Каган Ю.М. О заселенностях возбужденных уровней неона в положительном столбе разряда при средних давлениях // Оптика и спектроскопия. — 1972. — Т. 33, вып. 5. — С. 875.
- Голубовский Ю. Б., Каган Ю. М., Комарова Л. Л. Диагностика разряда в аргоне при средних давлениях по тормозному континууму // Оптика и спектроскопия. — 1972. — Т. 33, вып. 6. — С. 1185—1188.
- Каган Ю.М., Лягущенко Р.И., Хворостовский С.Н. О распределении электронов по энергиям в полом катоде. I // ЖТФ. — 1972. — Т. 42, вып. 8. — С. 1686—1692.
- Каган Ю.М., Лягущенко Р.И., Тароян А.С., Хворостовский С.Н. О распределении электронов по энергиям в полом катоде. II // ЖТФ. — 1973. — Т. 43, вып. 7. — С. 1488—1495.
- Каган Ю.М., Тароян А.С. Возбуждение гелия в разряде в полом катоде // Оптика и спектроскопия. — 1973. — Т. 35, вып. 2. — С. 205—212.
- Голубовский Ю.Б., Иванов В.А., Каган Ю.М. Диагностика разряда в неоне при средних давлениях по тормозному континууму // Оптика и спектроскопия. — 1973. — Т. 35, вып. 2. — С. 213—220.
- Каган Ю.М., Тароян А.С. Возбуждение смеси He-Ne в разряде в полом катоде // Оптика и спектроскопия. — 1973. — Т. 35, вып. 3. — С. 417—421.
- Каган Ю.М, Лягущенко Р.И., Хворостовский С.Н. Об интенсивностях ионных и атомных линий в полом катоде // Оптика и спектроскопия. — 1973. — Т. 35, вып. 3. — С. 422—426.
- Каган Ю.М., Миленин В.М., Мурадов А.Х. Исследование параметров плазмы модулированного разряда в гелии // ЖТФ. — 1973. — Т. 43. — С. 2003.
- Каган Ю.М., Лягущенко Р.И., Хворостовский С.Н. О распределении электронов по энергиям и возбуждении в полом катоде в смеси инертных газов // ЖТФ. — 1973. — Т. 43, вып. 11. — С. 2332—2339.
- Благоев А.Б. Каган Ю.М.. Колоколов Н.Б. и др. Исследование модулированного разряда с помощью импульсного зондового метода // Труды II Международной конференции по ионизованным газам. — Прага, 1973. — Т. 2. — С. 124—125.
- Аброян М.А., Каган Ю.М., Колоколов Н.Б., Лавров Б.П. Измерение концентрации электронов в дуге дуоплазматронного источника ионов // НИИ ЭФА : Препринт. — Ленинград, 1973. — Вып. Д-0190.
- Аброян М.А., Каган Ю.М., Колоколов Н.Б., Лавров Б.П. Спектроскопическое определение электронной концентрации в дуге дуоплазматронного источника ионов // Оптика и спектроскопия. — 1974. — Т. 36, вып. 4. — С. 644—648.
- Воробьева Н.А., Каган Ю.М., Миленин В.М., Мурадов А.Х. О влиянии тока эмиссии катода на границу существования страт // ЖТФ. — 1974. — Т. 44, вып. 1. — С. 196.
- Благоев А.Б., Каган Ю.М., Колоколов Н.Б., Лягущенко Р.И. Исследование функции распределения электронов по энергиям в плазме послесвечения. I // ЖТФ. — 1974. — Т. 44, вып. 2. — С. 333—338.
- Благоев А.Б., Каган Ю.М., Колоколов Н.Б., Лягущенко Р.И. Исследование функции распределения электронов по энергиям в плазме послесвечения. II // ЖТФ. — 1974. — Т. 44, вып. 2. — С. 339—347.
- Вагнер С.Д., Виролайнен В.А., Каган Ю.М., Калмыкова Т.А. Распределение электронов по энергиям в плазме высокочастотного разряда в аксиальном магнитном поле // ЖТФ. — 1974. — Т. 44, вып. 2. — С. 468—469.
- Голубовский Ю.Б., Каган Ю.М., Лягущенко Р.И. Теория стационарного положительного столба разряда в неоне // ЖТФ. — 1974. — Т. 44, вып. 3. — С. 536—543.
- Вагнер С.Д., Каган Ю.М., Константинов А.И., Нискнен И.С. Исследование высокочастотного разряда в смеси ртуть-гелий // ЖТФ. — 1974. — Т. 44, вып. 7. — С. 1437—1441.
- Аброян М.А., Каган Ю.М., Колоколов Н.Б., Лавров Б.П. О функции распределения электронов по энергиям в контрагированном дуговом разряде моноплазматронной геометрии // ЖТФ. — 1974. — Т. 44, вып. 11. — С. 2416—2417.
- Аброян М.А., Каган Ю.М., Колоколов Н.Б., Лавров Б.П. Экспериментальная установка для диагностики плазмы в ионных источниках // НИИ ЭФА, : Препринт. — Ленинград, 1974. — Вып. Д-0220.
- Аброян М.А., Каган Ю.М., Колоколов Н.Б., Лавров Б.П. Зондовые и спектроскопические измерения в дуговом разряде моно-плазматронной геометрии // НИИ ЭФА, : Препринт. — Ленинград, 1974. — Вып. Д-0221.
- Каган Ю.М., Лягущенко Р.И., Мелик-Шахназарова Г.А. О процессах возбуждения и излучения в отрицательном свечении тлеющего разряда // Оптика и спектроскопия. — 1975. — Т. 38, вып. 6. — С. 1078—1083.
- Аброян М.А., Демидов В.И., Каган Ю.М., Колоколов Н.Б., Лавров Б.П. Спектроскопическое исследование контрагированного дугового разряда в водороде при пониженном давлении // Оптика и спектроскопия. — 1975. — Т. 39, вып. 1. — С. 21—26.
- Вагнер С.Д., Каган Ю.М., Слышов А.Г. Баланс энергии электронов в плазме импульсного разряда в гелии // ЖТФ. — 1975. — Т. 45. — С. 146—148.
- Благоев А.Б., Каган Ю.М., Колоколов Н.Б. и др.(?). Влияние конечной амплитуды дифференцирующего сигнала на измерение функции распределения электронов методом модуляции зондового тока // ЖТФ. — 1975. — Т. 45, вып. 3. — С. 579—585.
- Каган Ю.М., Лягущенко Р.И., Миленин В.М., Мурадов А.Х. О модулированном режиме положительного столба разряда // ЖТФ. — 1975. — Т. 45, вып. 5. — С. 1019.
- Каган Ю.М., Лягущенко Р.И., Хворостовский С.Н., Ходорковский М.А. О распределении электронов по энергиям в полом катоде. III // ЖТФ. — 1975. — Т. 45, вып. 9. — С. 1834—1838.
- Каган Ю.М, Лягущенко Р.И., Хворостовский С.Н., Ходорковский М.А. О распределении электронов по энергиям в полом катоде. IV // ЖТФ. — 1975. — Т. 45, вып. 9. — С. 1839—1846.
- Данилов М.Ф., Каган Ю.М., Миленин В.М., Мурадов А.Х. Исследование электрических параметров положительного столба модулированного разряда в гелии и смеси гелий-неон // ЖТФ. — 1975. — Т. 45, вып. 11. — С. 2424—2427.
- Аброян М.А., Каган Ю.М., Колоколов Н.Б., Лавров Б.П., Лягущенко Р.И. О механизме формирования функции распределения электронов по энергиям в прианодной плазме водородной дуги моноплазматронной геометрии // IV Всесоюзн. конференция по физике низкотемпературной плазмы : Тезисы докладов. — Киев, 1975. — С. 4.
- Abroyan M.A., Kagan Yu.M., Kolokolov N.B., Lavrov B.P. On determination of dissociation degree of hydrogen in monoplasmatron // Proc. XII Int. Conf. on Phen. in Ion.Gases(XII ICPIG) : Тезисы докладов. — Eindhoven (Nederlands), 1975. — С. 101.
- Kagan Yu.M., Kolokolov N.B., Lavrov B.P., Lyaguschenko R.I. Electron energy distribution in low pressure arc discharge of monoplasmatron geometry // Proc. XII Int. Conf. on Phen. in Ion.Gases(XII ICPIG) : Тезисы докладов. — Eindhoven (Nederlands), 1975. — С. 105.
- Каган Ю.М., Миленин В.М., Мурадов А.Х. Исследование оптических параметров положительного столба модулированного разряда в гелии // Оптика и спектроскопия. — 1976. — Т. 40, вып. 2. — С. 235.
- Голубовский Ю.Б., Захарова В.М., Каган Ю.М., Лягущенко Р.И. О заселенности возбужденных уровней в положительном столбе разряда в неоне и аргоне // Оптика и спектроскопия. — 1976. — Т. 40, вып. 6. — С. 971—975.
- Голубовский Ю.Б., Каган Ю.М., Ржевский B.H. Атомные температуры в положительном столбе разряда при средних давлениях в инертных газах // Оптика и спектроскопия. — 1976. — Т. 41, вып. 3. — С. 385—389.
- Каган Ю.М., Миленин В.М., Рыков В.И. Исследование электрических и оптических параметров в смесях ртуть-гелий и ртуть-неон // ЖТФ. — 1976. — Т. 46. — С. 525—529.
- Апостол И., Каган Ю.М., Лягущенко Р.И., Хворостовский С.Н., Ходорковский М.А. Зондовые методы исследования плазмы // ЖТФ. — 1976. — Т. 46, вып. 9. — С. 1997.
- Апостол И., Каган Ю.М., Лягущенко Р.И., Хворостовский С.Н., Ходорковский М.А. О процессах возбуждения и разрушения уровней гелия в полом катоде // Оптика и спектроскопия. — 1977. — Т. 42, вып. 2. — С. 256—263.
- Вагнер С.Д., Каган Ю.М., Слышов А.Г. Электрические и оптические измерения в импульсном разряде в гелии. III // Оптика и спектроскопия. — 1977. — Т. 32. — С. 1042—1047.
- Каган Ю.М., Колоколов Н.Б., Лавров Б.П. Исследование функции распределения электронов по энергиям в контрагированном дуговом разряде низкого давления. I. Зондовые измерения // ЖТФ. — 1977. — Т. 47, вып. 3. — С. 572—579.
- Каган Ю.М., Лавров Б.П., Лягущенко Р.И. Исследование функции распределения электронов по энергиям в контрагированном дуговом разряде низкого давления. II. Теоретическая модель // ЖТФ. — 1977. — Т. 47, вып. 3. — С. 580—588.
- Каган Ю.М., Колоколов Н.Б., Праматаров П.М., Петрунькин М.А. Влияние конечной амплитуды дифференцирующего сигнала на измерение функции распределения электронов методом модуляции зондового тока // ЖТФ. — 1977. — Т. 47, вып. 6. — С. 1160—1167.
- Голубовский Ю.Б., Зинченко А.К., Каган Ю.М. Исследование положительного столба в неоне при повышенных давлениях // ЖТФ. — 1977. — Т. 47, вып. 7. — С. 1478—1485.
- Вагнер С.Д., Каган Ю.М., Слышов А.Г. Электрические и оптические измерения в импульсном разряде в гелии // 17 - й Всесоюзный съезд по спектроскопии. 5 - 9 июля. 1977. — Минск, 1977. — С. 14.
- Dothan F., Kagan Yu.M. The composition of the positive column of a helium glow discharge at intermediate pressures // Journal de Physique Colloques. — 1979. — Т. 40, вып. C7. — С. 127—128.
- Ludmirsky A., Cohen Ch., Kagan Yu.M. Kinetic processes in non-heated copper vapour laser // Journal de Physique Colloques. — 1979. — Т. 40, вып. C7. — С. 373—374.
- Ludmirsky A., Cohen Ch., Kagan Yu.M. Simple fast-scanning Fabry-Perot spectrometer // Applied Optics. — 1979. — Т. 18, вып. 4. — С. 545—547.
- Friedland L., Kagan Yu.M. The theory of electron current to a spherical probe at intermediate pressures // J. Phys. D: Appl. Phys[англ.]. — 1979. — Т. 12, вып. 5. — С. 739—748.
- Dothan F., Kagan Yu.M. Level population densities and line intensities in helium discharges at intermediate pressures // J. Phys. D: Appl. Phys[англ.]. — 1981. — Т. 14, вып. 2. — С. 183—197.
- Kagan Yu.M., Kaufman, Y. Electron energy distribution in CO and He-CO discharges. I // J. Phys. D: Appl. Phys[англ.]. — 1981. — Т. 14, вып. 6. — С. 1061—1070.
- Kagan Yu.M., Kaufman, Y. Electron energy distribution in CO and He-CO discharges. II // J. Phys. D: Appl. Phys[англ.]. — 1981. — Т. 14, вып. 12. — С. 2215—2223.
- Friedland L., Fruchtman A., Kagan Yu.M. Low energy electron beam relaxation in gases in uniform electric fields // J. Phys. D: Appl. Phys[англ.]. — 1982. — Т. 15, вып. 2. — С. 251—262.
- Friedland L., Kagan Yu.M. Ionisation growth in gases in strong uniform electric fields // J. Phys. D: Appl. Phys[англ.]. — 1982. — Т. 15, вып. 9. — С. 1721—1724.
- Kagan Yu.M., Kaufman, Y. Ionisation processes in He-CO and He-CO-O2 glow discharges // J. Phys. D: Appl. Phys[англ.]. — 1983. — Т. 16, вып. 9. — С. 1687—1699.
- Friedland L., Kagan Ju.M. Generalized theory of first Townsend ionization coefficient in strong electric fields // J. Appl. Phys. — 1983. — Т. 54, вып. 9. — С. 4947—4950.
- Friedland L., Kagan Yu.M. Theory of electron multiplication in gases in weakly nonuniform strong electric fields // J. Appl. Phys. — 1984. — Т. 56, вып. 3. — С. 742—745.
- Friedland L., Kagan Yu.M. Diffusion of electrons in a gas in the field of an intense coherent radiation // Physical Review A[англ.]*. — 1985. — Т. 31, вып. 3. — С. 1810—1815.
- Kagan Yu.М. Rate of ionisation and density of electrons in a hollow cathode // J. Phys. D: Appl. Phys[англ.]. — 1985. — Т. 18, вып. 6. — С. 1113—1123.
- Friedland L., Kagan Yu.M. Reduced kinetic description of electron multiplication in gases // J. Phys. D: Appl. Phys[англ.]. — 1986. — Т. 19, вып. 6. — С. 1019—1028.
- Kagan Yu.M., Cohen C., Avivi P. The Faraday dark space of a He glow discharge // J. Appl. Phys. — 1988. — Т. 63. — С. 60—62.
- Cohen C., Kagan Yu.M., Avivi P. The negative glow in a magnetic field in a helium discharge // J. Appl. Phys. — 1989. — Т. 66, вып. 7. — С. 2914—2919.